# Alexondra Lee

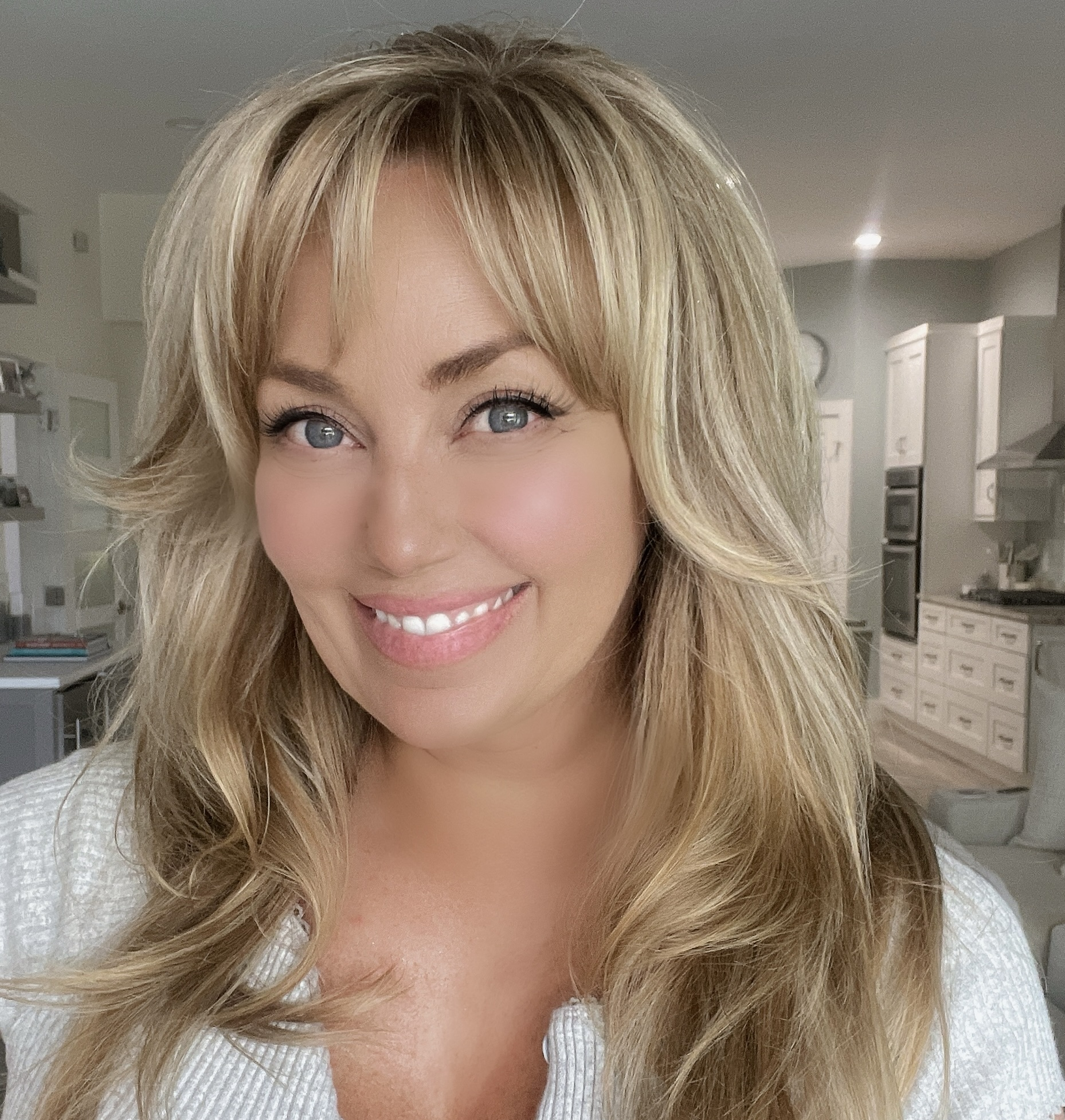
Alexondra Lee

Alexondra Lee (* 8. Februar 1975 in Pennsylvania) ist eine US-amerikanische Schauspielerin.

## Leben
Bereits im Alter von vier Jahren begann Lee, Ballett zu lernen. Ab dem siebten Lebensjahr tanzte sie während ihrer Ferien im New York City Ballet in Pjotr Iljitsch Tschaikowskis Nussknacker. Nachdem sich ihre Eltern scheiden ließen, zog sie im Alter von 14 Jahren mit ihrer Mutter nach Los Angeles, wo sie in den kommenden Jahren einige Vorsprechen hatte.
Lee spielte in der Serie Special Unit 2 – Die Monsterjäger Detective Kate Benson und in Party of Five die Rolle der Callie. 2001 wurde sie auf den 81. Platz der Most Beautiful Women in the World gewählt.
Sie war seit 2005 mit dem Schauspieler Stephen Dunham verheiratet, der im September 2012 an einem Herzinfarkt verstarb. Sie hatten sich im Jahr 1999 am Set von Oh, Grow Up kennengelernt.

## Filmographie
- 1989: Good Morning, Miss Bliss (Folge 1x07 Save the Last Dance for Me)
- 1991: Die besten Jahre (thirtysomething, Folge 4x11 Melissa and Men)
- 1991: Ein Strauß Töchter (Sisters, Folge 1x01 Moving In, Moving Out, Moving On)
- 1991–1994: L.A. Law – Staranwälte, Tricks, Prozesse (L.A. Law, 2 Folgen)
- 1993: FBI: The Untold Stories (Folge The Miller Extortion)
- 1993: Picket Fences – Tatort Gartenzaun (Picket Fences, 3 Folgen)
- 1994: Roadflower (The Road Killers, Film)
- 1994: CBS Schoolbreak Special (Folge 12x02 My Summer as a Girl)
- 1996–1997: Party of Five (20 Folgen)
- 1997: Players (Folge 1x04 Con Artist)
- 1997–1998: George & Leo (4 Folgen)
- 1998: Jenny (Folge 1x11 A Girl’s Gotta Hang with a Celebrity)
- 1998: Allein gegen die Zukunft (Early Edition, Folge 2x16 Where or When)
- 1998: Verrückt nach ihr (Folle d’elle, Film)
- 1999: Die Frau meines Lehrers (My Teacher’s Wife, Film)
- 1999: Die lieben Kollegen (Working, Folge 2x17 Sliding Doors)
- 1999: Oh, Grow Up (Fernsehserie, Folge 1x02 Good Pop, Bad Pop)
- 1999: Providence (Folge 2x10 Home for the Holidays)
- 2000: Grapevine (Folge 1x05 Jack)
- 2000: Secret Agent Man (Folge 1x05 Supernaked)
- 2000: Zoe, Duncan, Jack & Jane (Folge 2x13 Three Years Later)
- 2000: Was Frauen wollen (What Women Want, Film)
- 2001: Boston Public (5 Folgen)
- 2001: Kiss My Act (Fernsehfilm)
- 2001–2002: Special Unit 2 – Die Monsterjäger (Special Unit 2, 19 Folgen)
- 2002: Anne Rice: Im Angesicht von Gut und Böse (Rag and Bone, Fernsehfilm)
- 2002: Push, Nevada (Folge 1x05 The Letter of the Law)
- 2002: Robbery Homicide Division (Folge 1x03 2028)
- 2003: Momentum (Film)
- 2003: Hallo Holly (What I Like About You, Folge 2x09 Absence Makes the Heart Grow... Never Mind)
- 2005: Shopgirl (Film)
- 2006: Alpha Mom (Fernsehfilm)
- 2006: CSI – Den Tätern auf der Spur (CSI: Crime Scene Investigation, Folge 7x03 Toe tags)
- 2012: Paranormal Activity 4 (Film)